# Норвегия на летних Олимпийских играх 1968
Норвегия принимала участие в Летних Олимпийских играх 1968 года в Мехико (Мексика) в четырнадцатый раз за свою историю, и завоевала одну золотую и одну серебряную медаль.

## Медалисты
| Медаль  | Спортсмен                                           | Вид спорта                  | Дисциплина                         |
| ------- | --------------------------------------------------- | --------------------------- | ---------------------------------- |
| Золото  | Стейнар Амундсен Туре Бергер Эгиль Сёбю Ян Йохансен | Гребля на байдарках и каноэ | Мужчины, байдарка-четвёрка, 1000 м |
| Серебро | Педер Лунде мл. Пер-Олав Викен                      | Парусный спорт              | Класс «Звёздный»                   |